# Breutelia pseudophilonotis
Breutelia pseudophilonotis là một loài rêu trong họ Bartramiaceae. Loài này được Müll. Hal. Watts & Whitel. mô tả khoa học đầu tiên năm 1906.